# کشت قارچ

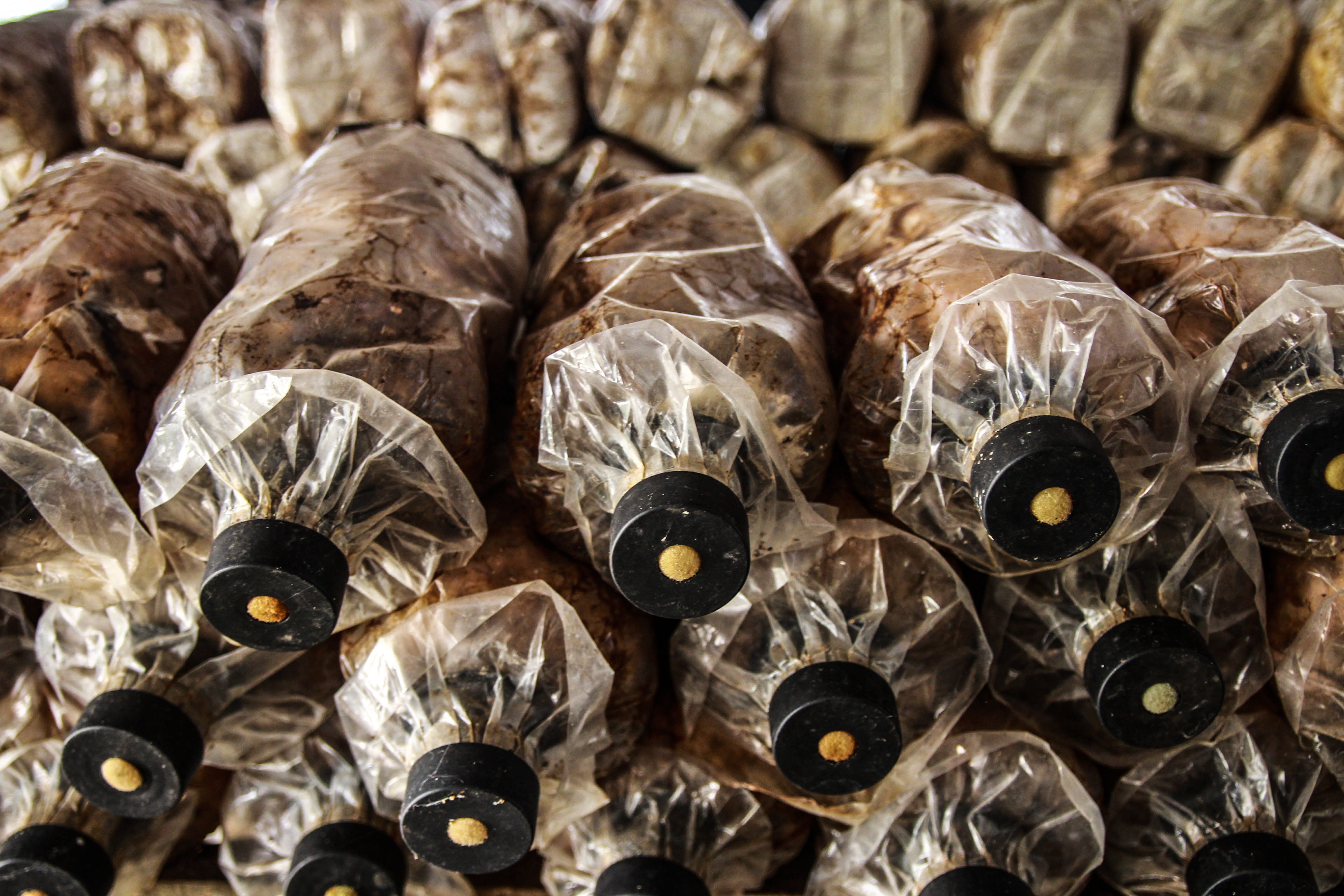
پرورش گونه‌ای قارچ خوراکی به‌شیوه بسته در کشور مالزی

پرورش قارچ یا کشت قارچ، فرایند تولید موادغذایی، دارو و دیگر محصولات از کشت قارچ‌ها است. پرورشگاه قارچ (مزرعه یا فارم نیز خوانده می‌شود)، یک کسب و کار درحال رشد است. قارچ دکمه‌ای و قارچ صدفی از قارچ‌های خوراکی پرمصرف محسوب می‌شوند.

## چرخه رشد قارچ در طبیعت
چرخهٔ زندگی قارچ در طبیعت با رها سازی اسپورها (هاگ قارچ) از کلاهک قارچ آغاز می‌شود این اسپورها به وسیلهٔ باد، آب، حشرات و … به مکان‌های مختلف منتقل می‌شوند.
سپس اگر شانس رسیدن به محیط مناسب را پیدا کنند. اسپورها جوانه می‌زنند و به شکل بافتی سفید رنگ و شبکه‌ای به نام میلسیم رشد می‌کنند. بافت زنده میسلیم به رشد و گسترش خود ادامه می‌دهد تا زمانی که شرایط مناسب برای تشکیل قارچ‌ها یا میوه‌دهی ایجاد شود. در این مرحله قارچ‌ها شکل می‌گیرند و در ادامه این قارچ‌ها نیز اسپور یا بذر خود را پخش می‌کنند تا چرخهٔ زندگی قارچ ادامه یابد.